# Россетти, Бруно
Бру́но Ма́рио Россе́тти (итал. Bruno Mario Rossetti; 9 октября 1960, Труа — 8 февраля 2018, Монтекатини-Терме, Тоскана) — французский и итальянский стрелок, выступавший в дисциплине скит в 1980-х и 1990-х годах. Бронзовый призёр летних Олимпийских игр в Барселоне, двукратный чемпион мира, пятикратный чемпион Европы, победитель и призёр многих соревнований международного значения. Тренер по стрельбе. Отец стрелка Габриэле Россетти.

## Биография
Бруно Россетти родился 9 октября 1960 года в коммуне Труа департамента Об, Франция. Проходил подготовку в клубе TAV Montecatini в Монтекатини-Терме.
Выступал на международном уровне начиная с 1977 года, изначально представлял сборную Франции, но затем перешёл в команду Италии. В общей сложности дважды побеждал на чемпионатах мира по стрельбе, пять раз становился чемпионом Европы. Имеет в послужном списке несколько наград серебряного и бронзового достоинства.
Благодаря череде удачных выступлений в 1992 году удостоился права защищать честь Италии на летних Олимпийских играх в Барселоне — в финале смешанного скита занял третье место, уступив только китаянке Чжан Шань и перуанцу Хуану Хихе, и завоевал тем самым бронзовую олимпийскую медаль.
В 1996 году представлял итальянскую национальную сборную на Олимпийских играх в Атланте, но на сей раз занял в мужском ските лишь 22 место и вскоре по окончании этих соревнований принял решение завершить спортивную карьеру.
Впоследствии занимался тренерской деятельностью, возглавлял национальную сборную Франции по стрельбе.
Его сын Габриэле Россетти пошёл по стопам отца и тоже стал достаточно известным стрелком, олимпийский чемпион 2016 года, двукратный чемпион мира.
Умер 9 февраля 2018 года в коммуне Понте-Буджанезе в возрасте 57 лет.